# Tanaopsis curtus
Tanaopsis curtus is een naaldkreeftjessoort uit de familie van de Tanaopsidae. De wetenschappelijke naam van de soort is voor het eerst geldig gepubliceerd in 1984 door Kudinova-Pasternak.